# Autostrada Nagoja
Autostrada Nagoja (jap. 名古屋高速道路 Nagoya kōsoku-dōro) - sieć autostrad przebiegająca przez region Nagoi w prefekturze Aichi w Japonii o całkowitej długości 81,2 km, zarządzana przez Nagoya Expressway Public Corporation.
Sieć autostrady Nagoja składa się z 9 elementów, z czego droga R jest pierścieniem, którego długość wynosi 10,3 km.

## Płatności za przejazd
Przejazd autostradą Nagoja jest płatny. Podane ceny są w jenach.
Stan aktualny na dzień 1 kwietnia 2014 roku.
|                    | Nagoya Route Area | Nagoya Route Area | Bihoku Route Area | Bihoku Route Area |
| Ogólne             | Strefy specjalne  | Ogólne            | Strefy specjalne  |                   |
| Zwykłe dni         | 770 / 1 540       | 570 / 1 140       | 360 / 720         | 210 / 410         |
| Niedziele i święta | 700 / 1 390       | 520 / 1 030       | 330 / 650         | 190 / 370         |
| Późna noc          | 620 / 1 240       | 460 / 920         | 290 / 580         | 170 / 330         |